# Evandro Oliveira
Evandro Oliveira é um Mestre de Armas brasileiro.  Pertence aos quadros da Federação Internacional de Esgrima (FIE) e é treinador do núcleo de esgrima de Brasília.
Foi técnico e responsável por diversos anos da Seleção Brasileira de Esgrima, tendo sido campeão pan-americano, e, em 2002, pela Seleção Brasileira de Pentatlo (esgrima).
Em 2013 foi técnico da Seleção Brasileira Feminina de Esgrima.